# 张溥宅第
张溥宅第位于中国江苏省太仓市西门街，2006年被列为第六批全国重点文物保护单位。

## 历史
张溥（1602～1641），明末文士，复社的主要领导人。张溥宅第由其伯父张辅之建于天启、崇祯年间。原规模较大，现存三进五开间，三进之间有复道廊连通，整座住宅连成江南民居典型的走马堂楼。这里曾作为明末学术团体复社的主要聚会场所。